# Palazzo Silone
Palazzo Silone, già Palazzo Con-Bit, è un moderno palazzo dell'Aquila, sede della giunta e della presidenza della Regione Abruzzo, oltre che della biblioteca regionale Benedetto Croce.

## Storia
Edificato tra il 1990 ed il 1998 su progetto di Massimo Buccella e Pierluigi Properzi con il nome di Centro direzionale L'Aquila Ovest, venne successivamente acquistato dalla Regione Abruzzo divenendo la sede degli uffici della giunta regionale.
Dal 2006 è intitolato ad Ignazio Silone, uno dei più importanti scrittori e politici abruzzesi. In seguito al terremoto del 2009 ed alla conseguente inagibilità di Palazzo Centi, ospita anche gli uffici del presidente della Regione Abruzzo.

## Descrizione
La struttura, ubicata nella periferia occidentale dell'Aquila, in un'area strategica a ridosso del popoloso quartiere di Pettino e dell'uscita autostradale, si pone come elemento di raccordo tra il nucleo storico della città ed i nuovi insediamenti, costituendo con i vicini complessi dell'Accademia di belle arti (Paolo Portoghesi, 1978) e del Liceo scientifico Andrea Bafile (Luigi Zordan, 1979) un centro direzional-formativo di notevole rilevanza.
È caratterizzata da tre corpi di fabbrica di cui due paralleli alla via Leonardo Da Vinci, ad altezze diverse, ed uno ortogonale posto sul fianco orientale; in facciata l'edificio si presenta a vetrata continua curvilinea, intersecata da due setti in laterizio, in cui si inserisce un portale che rappresenta metaforicamente il passaggio tra la città antica e quella nuova. Il palazzo dispone di otto livelli per un'altezza massima di oltre 30 metri che lo rende uno degli edifici più alti presenti all'Aquila. I parcheggi sono situati sui lati settentrionale ed orientale mentre il lato meridionale si presenta a verde. I collegamenti verticali sono garantiti da due corpi ascensori posizionati nei due corpi di fabbrica principale.
Nonostante l'irregolarità della forma e la notevole altezza, non ha presentato danni in seguito al terremoto del 2009 ed è stato regolarmente utilizzato sin dai primi giorni seguenti la tragedia.

### Biblioteca regionale Benedetto Croce
All'interno del palazzo è situata anche la biblioteca regionale intitolata a Benedetto Croce, specializzata in materie giuridiche, tecniche, culturali e storiche inerenti all'Abruzzo; la biblioteca, che dispone di una sala lettura munita di supporti multimediali e di un ufficio prestiti, organizza mostre e convegni ed è editrice per quanto riguarda riviste e pubblicazioni. L'accesso al pubblico è consentito dopo apposito accreditamento. La biblioteca fa capo alla direzione dell'Avvocatura regionale ed è ubicata al primo livello seminterrato del palazzo.